# Indice RTS
L'Indice RTS (abbreviato: RTSI, Russo: Индекс РТС) è un indice ponderato per la capitalizzazione del flottante di 50 titoli russi negoziati alla Borsa di Mosca
L'elenco dei titoli viene rivista ogni tre mesi, dal Comitato Informazioni RTS.
Il valore dell'indice RTS è calcolato in tempo reale. L'indice è stato introdotto il 1º settembre 1995 con un valore base di 100.
Oltre all'ndice RTS, il MICEX-RTS calcola e pubblica anche l' RTS Standard Index (RTSSTD), l'indice RTS-2, l'indice RTS Siberia e sette indici settoriali (telecomunicazioni, finanza, Metalli e miniere, Petrolio e gas, industriale, Consumo e dettaglio, e utenze elettriche)

## Componenti

Indice RTS 1995–2015

Durante il periodo dal 17 marzo 2017 al 16 giugno 2017, la composizione dell'Indice RTS è il seguente:
| Sigla | impresa                           | Tipo di azione | Settore industriale               |
| ----- | --------------------------------- | -------------- | --------------------------------- |
| AFKS  | AFK Sistema                       | Ordinaria      | Conglomerata                      |
| AFLT  | Aeroflot                          | Ordinaria      | Trasporti                         |
| AGRO  | RosAgro                           | DR             | Agricoltura                       |
| AKRN  | Acron                             | Ordinaria      | Chimica                           |
| BANEP | Bashneft                          | Privilegiata   | Petrolio e gas                    |
| CBOM  | Mosca Credit Bank                 | Ordinaria      | Bancario                          |
| CHMF  | Severstal'                        | Ordinaria      | Industria mineraria & Metallurgia |
| DIXY  | DIXY                              | Ordinaria      | Dettaglio                         |
| FEES  | FGC UES                           | Ordinaria      | Produzione di energia elettrica   |
| GAZP  | Gazprom                           | Ordinaria      | Petrolio e gas                    |
| GMKN  | Nornickel'                        | Ordinaria      | Industria mineraria & Metallurgia |
| HYDR  | RusHydro                          | Ordinaria      | Produzione di energia elettrica   |
| IRAO  | Inter RAO                         | Ordinaria      | Produzione di energia elettrica   |
| LKOH  | Lukoil                            | Ordinaria      | Petrolio e gas                    |
| LSRG  | LSR Group                         | Ordinaria      | Edilizia                          |
| MAGN  | Magnitogorsk Iron and Steel Works | Ordinaria      | Metallurgia                       |
| MFON  | MegaFon                           | Ordinaria      | Telecomunicazioni                 |
| MGNT  | OJSC Magnit                       | Ordinaria      | Dettaglio                         |
| MOEX  | Borsa di Mosca                    | Ordinaria      | Borsa valori                      |
| MSNG  | Mosenergo                         | Ordinaria      | Energia                           |
| MTLR  | Mechel                            | Ordinaria      | Industria mineraria e Metallurgia |
| MTLRP | Mechel                            | Privilegiata   | Industria mineraria e Metallurgia |
| MTSS  | Mobile TeleSystems                | Ordinaria      | Telecomunicazioni                 |
| MVID  | M.video                           | Ordinaria      | Dettaglio                         |
| NCSP  | Novorossiysk Commercial Sea Port  | Ordinaria      | Trasporti                         |
| NLMK  | Novolipetsk Steel                 | Ordinaria      | Metallurgia                       |
| NVTK  | Novatek                           | Ordinaria      | Petrolio e gas                    |
| PHOR  | FosAgro                           | Ordinaria      | Chimica                           |
| PIKK  | PIK Group                         | Ordinaria      | Edilizia                          |
| PLZL  | Polyus Gold                       | Ordinaria      | Industria mineraria               |
| POLY  | Polymetal                         | Ordinaria      | Industria mineraria               |
| ROSN  | Rosneft                           | Ordinaria      | Petrolio e gas                    |
| RSTI  | Rosseti                           | Ordinaria      | Produzione di energia elettrica   |
| RTKM  | Rostelecom                        | Ordinaria      | Telecomunicazioni                 |
| RTKMP | Rostelecom                        | Privilegiata   | Telecomunicazioni                 |
| RUALR | Rusal                             | RDR            | Industria mineraria               |
| SBER  | Sberbank                          | Ordinaria      | Bancario                          |
| SBERP | Sberbank                          | Privilegiata   | Bancario                          |
| SNGS  | Surgutneftegas                    | Ordinaria      | Petrolio e gas                    |
| SNGSP | Surgutneftegas                    | Privilegiata   | Petrolio e gas                    |
| TATN  | Tatneft                           | Ordinaria      | Petrolio e gas                    |
| TATNP | Tatneft                           | Privilegiata   | Petrolio e gas                    |
| TRMK  | TMK                               | Ordinaria      | Metallurgia                       |
| TRNFP | Transneft                         | Privilegiata   | Petrolio e gas                    |
| UPRO  | Unipro                            | Ordinaria      | Produzione di energia elettrica   |
| URKA  | Uralkali                          | Ordinaria      | Chimica                           |
| UWGN  | United wagon company              | Ordinaria      | Ingegneria meccanica              |
| VTBR  | VTB Bank                          | Ordinaria      | Bancario                          |
| YNDX  | Yandex                            | Ordinaria      | Internet                          |